# Suchá Dolina
Pour les articles homonymes, voir Suchá.
Suchá Dolina est un village du district et de la région de Prešov, en Slovaquie.

## Histoire
La première mention écrite du village date de 1330.

## Démographie

### Évolution de la population
| Année:               | 1994. | 2004.    | 2014.   | 2024.   |
| -------------------- | ----- | -------- | ------- | ------- |
| Nombre de personnes: | 229   | 198      | 190     | 196     |
| Différence:          |       | -13,53 % | -4,04 % | +3,15 % |

| Année:               | 2023. | 2024.   |
| -------------------- | ----- | ------- |
| Nombre de personnes: | 202   | 196     |
| Différence:          |       | -2,97 % |